# Vittorio Bersezio
Vittorio Bersezio (Peveragno, 22 marzo 1828 – Torino, 30 gennaio 1900) è stato uno scrittore, giornalista e deputato italiano, tra i principali autori teatrali in lingua piemontese.

## Biografia
Avviato agli studi di giurisprudenza dal padre – Carlo Bersezio, un giudice di tendenze liberali – frequenta fin da adolescente i circoli letterari della capitale subalpina. Esordisce quattordicenne con un primo lavoro teatrale, Le male lingue, che conoscerà successivamente una discreta fortuna sotto il nuovo titolo Una bolla di sapone (Milano 1876). Il suo vero esordio teatrale avviene al Carignano di Torino nella stagione 1852/1853 con i drammi Pietro Micca e Romolo in cui gli ideali patriottici venivano adattati ai canoni classici dell'arte drammatica.
Quasi come una sorta di basso continuo la sua opera (per il resto fortemente debitrice a influenze d'oltralpe, da Dumas a Hugo, Balzac, Sue) è percorsa da una vena umoristica e satirica. Assumendo nel 1854 la direzione del Fischietto, uno dei più importanti periodici satirici d'Italia, riscuote un'ampia notorietà.
Dal 1861, spinto da Giovanni Toselli, fondatore del teatro nazionale piemontese, inizia a scrivere opere teatrali in lingua piemontese. Il capolavoro riconosciuto di Bersezio è la commedia piccolo-borghese Le miserie 'd Monsù Travet (rappresentata a Torino al Teatro Alfieri il 4 aprile 1863 dalla compagnia di Giovanni Toselli) che ebbe a suo tempo gli elogi di Manzoni, mentre il nome del suo protagonista Travet o Travetti venne accolto nel Dizionario di Petrocchi come sinonimo di «piccolo burocrate», «impiegatuccio» ed era ancora ampiamente usato fino agli anni settanta del XX secolo.
Notevole è stata anche l'attività giornalistica di Bersezio, fondatore e primo direttore nel 1867 della Gazzetta Piemontese, cui aggiunse il settimanale la Gazzetta letteraria. Portavoce della piccola e media borghesia piemontese, irritata tra l'altro dal trasferimento della capitale da Torino a Firenze, Bersezio partecipa attivamente alla campagna condotta dal suo quotidiano contro la Destra e viene eletto deputato di Cuneo per la Sinistra costituzionale nella IX e X legislatura (1865-1870). Favorevole al governo di Agostino Depretis nel marzo del 1876, se ne allontanò due anni più tardi, in quanto contrario ai trasformismi adottati dalla prassi politica del suo tempo.
Dopo il 1878, insieme con il maturare dell'interesse letterario per gli ambienti delle classi più povere, ambienti che gli forniscono lo spunto per ‘romanzi sociali’ ispirati al naturalismo di Émile Zola, cresce la sua sensibilità per i problemi sociali e i contrasti di classe causati dal processo di industrializzazione che andava consolidandosi a Torino. La sua convinzione era comunque ‘liberale’ nel senso che, a suo avviso, solo un ordinato sviluppo capitalistico e industriale avrebbe portato vantaggi concreti anche alle «classi subalterne» ponendo le basi di una «graduale e ordinata redenzione sociale».
 Muore a Torino il 30 gennaio 1900 nella sua casa di via Belfiore. È sepolto in una tomba di famiglia nel cimitero di Moncalieri.
Una grande commemorazione si ebbe al Teatro Alfieri la sera del 23 marzo 1900 cui prese parte un nucleo di artisti eccezionali come Claudio Leigheb, Gemma Cuniberti, Alfonso Ferrero, Enrico Gemelli, Francesco Ferrero, Lina Castadoni e Giuseppina Gemelli.
Il Comune di Torino gli ha intitolato una via nel quartiere Barriera di Milano.

## Opere
1853
- Vittorio Bersezio, Profili parlamentari estratti dall'Espero: numero venti senatori, deputati e ministri, Torino Tip. Subalpina, 1853, 91 p.

1855
- Vittorio Bersezio, Il novelliere contemporaneo, Torino, Tip. Giuseppe Cassone, 1855, XXXI-304 p. [ed. francesi trad. di A. Roux, Paris, Hachette, 1859, 1869 e 1872]

1856
- Vittorio Bersezio, La famiglia. Novelle, Torino, Tip. Giuseppe Cassone, 1856, 368 p.
- Vittorio Bersezio, Amor di patria. Novelle, Torino, Tip. Giuseppe Cassone, 1856, 382 p.

1858
- Vittorio Bersezio, Mina, o virtù ed amore, Torino, Tipografia letteraria, 1858, 360 p.

1859
- Vittorio Bersezio, Nouvelles piémontaises, traduites par A. Roux, Paris, Hachette, 1859, 264 [altre edizioni Paris, Hachette, 1869 e 1872]
- Vittorio Bersezio, Gina e Cecilia. Romanzo, Milano, F. Sanvito, 1859, 131 p., ill.

1860
- Vittorio Bersezio, L'odio, Torino, G. Favale, 1860, 2 v., 302/349 p. [rist. nel 1863]
- Vittorio Bersezio, Luigi Carlo Farini, Torino, Unione Tip. Editrice, 1860, 116 p. [nuova ed. accresciuta 1861 e altra Napoli, Tip. San Sebastiano, 1861]
- Vittorio Bersezio, Vittorio Emanuele II, Torino, Unione Tip. Editrice, 1861 104 p. [2ª ed. accr. Nel 1861; 3ª nel 1864]
- Vittorio Bersezio, Vittorio Emanuele II, Napoli, Ateneo, 1860, 80 p. [2ª ed. accr. Nel 1862]
- Vittorio Bersezio, La mano di neve. Fantasia di Vittorio Bersezio, Torino, G. Favale e C., 1860, 313 p.[rist. 1861]

1861
- Vittorio Bersezio, Una nuova Capitale all'Italia, Torino, Cotta e Calpini, 1861, 13 p.
- Vittorio Bersezio, Vittorio Emanuele II, 2ª ed. accr., Torino, Unione Tip. Editrice, 1861, 104 p. [altra edizione nel 1864]
- Vittorio Bersezio, Il segreto d'Adolfo. Romanzo, Torino, Tip. Letteraria, 1861, 260 p. [2ª ed. accr. Milano, Ed. Lombarda, 1875, 293 p.]

1864
- Vittorio Bersezio, Gli angeli della terra. Romanzo, Milano, Sonzogno, 1864, 530 p. [altre edizioni: 1878, Sonzogno, 328 p.; 1879, Tipografia sociale, 530 p.; trad. francese par Leon Dieu, Paris, Hachette, 1881; Torino, Soc. Coop. Tipografica, 1888, 415 p.; Milano, Sonzogno 1890, 2 v.; Torino, Tip. Baravalle e Falconieri, 1890, 415 p., ill.]

1867
- Vittorio Bersezio, Il piacere della vendetta. Romanzo, Milano, Treves, 1867, [2ª ed.. con 11 vignette di G. Gorra], 119 p. 2ª ed. 1874 [3 edizione ridotta Il piacere della vendetta. Racconto, con 11 vignette di V. Bignami, Torino, 1868, 60 p.; 5.a ed. ampliata, 1886, 346 p.]
- Vittorio Bersezio, La plebe. Romanzo sociale, Torino, Favale e C., 1867-1869, 4 v.

1868
- Vittorio Bersezio, La carità del prossimo. Romanzo, Milano, E. Treves, 1868, 246 p. [2ª ed. 1873 e 1875; altra 1887, 315 p.]

1869
- Vittorio Bersezio, Povera Giovanna! Scene del villaggio, Milano, Treves, 1869, 318 p. [3ª ed. nel 1876; 4.a nel 1880; 5.a nel 1886 sempre a Milano, Treves]

1870
- Vittorio Bersezio, Una bolla di sapone. Commedia in tre atti, Milano, Sanvito, 1870, 94 p. [2ª ed. 1873, 3ª 1877; edizione tedesca Leipzig, F.A. Brockhaus, 1889]

1871
- Vittorio Bersezio, La prosperità del signor Travetti, Milano, Sanvito, 1871, 136 p.
- Vittorio Bersezio, Le miserie del signor Travetti : commedia in cinque atti, Milano, F. Sanvito, 1871 [rist. nel 1876]

1872
- Vittorio Bersezio, Il beniamino della famiglia. Racconto, Milano, E. Treves, 1872, 143 p.
- Vittorio Bersezio, Un pugno incognito. Commedia in tre atti, Milano, Istituto editoriale italiano, Milano, Sanvito, 1872, 68 p. [rist. nel 1876]
- Vittorio Bersezio, Roma la capitale d'Italia, Milano, Treves, 1872, 448 p. [poi pubblicato a dispense da Treves tra 1886 e 1890; 2ª ed. accr. 1888, VI-619 p., 291 inc.]
- Vittorio Bersezio, Mentore e Calipso. Romanzo, Torino, Favale e C., 1872, 344 p. [rist. nel 1873, 1878]

1873
- Vittorio Bersezio, Fra due contendenti. Commedia in tre atti, Milano, Sanvito, 1873, 72 p.
- Vittorio Bersezio, Alessandro Manzoni. Studio biografico e critico, Torino, Libr. Boeuf, 1873, 118 p.
- Vittorio Bersezio, Fortuna disgraziata!, Milano, Sonzogno, 1873 (altre ed. Sonzogno 1878, 1887), 320 p.

1874
- Vittorio Bersezio, Da galeotto a marinajo. Commedia in tre atti, Milano, Sanvito, 1874, 105 p. [ristampa 1876]
- Vittorio Bersezio, Cavalieri armi ed amori. Racconto del secolo XVII, Milano, Tip. Ed. lombarda, 1874-1875, 636 p., 2 v.

1875
- Vittorio Bersezio, Il segreto d'Adolfo. Romanzo, Milano, Tip. Ed.lombarda, 1875

1876
- Vittorio Bersezio, Palmina. Romanzo, Milano, Tip. Ed. lombarda, 1876, 395 p.
- Vittorio Bersezio, Tre racconti: Il cane, Un genio sconosciuto, Galatea, Firenze, Barbera 312 p.
- Vittorio Bersezio, I mettimale. Commedia in tre atti, Milano, Libreria Editrice, 1876, 107 p.
- Vittorio Bersezio, I violenti. Commedia in tre atti, Milano, Libreria Editrice, 1876, 87 p.
- Vittorio Bersezio, Fratellanza artigiana. Commedia popolare in cinque atti, Milano, Libreria Editrice, 1876, 159 p.
- Vittorio Bersezio, Le miserie del signor Travetti. Commedia in cinque atti, Milano, Libreria Editrice, 1876
- Vittorio Bersezio, Uno zio milionario. Commedia in quattro atti, Milano, Libreria Editrice, 1876, 86 p.
- [trad. di Vittorio Bersezio] Victorien Sardou, Lo zio Sam ossia il culto dell'interesse. Commedia in tre atti in prosa, Milano, Libreria Editrice, 1876, 83 p.

1877
- Vittorio Bersezio, Il perdono. Dramma in quattro atti, Milano, Libreria Editrice, 1877, 87 p.
- Vittorio Bersezio, Corruttela. Romanzo, Milano, Tipografia Ed. lombarda, 1877, 404 p.
- Vittorio Bersezio, Commemorazione di S. E. il conte D. Giuseppe Stara, Torino, Roux e Falvale, 1877, 23 p.
- [trad. di Vittorio Bersezio] Victorien Sardou, I fossili. Commedia in quattro atti, Milano, Libreria Editrice, 1877, 111 p.

1878
- Vittorio Bersezio, Il Regno di Vittorio Emanuele II. Trent'anni di vita italiana, Torino, Casanova poi Roux e Favale, 1878-1895, 8 v., 4100 p.
- Vittorio Bersezio, Biografia di Vittorio Emanuele II Re d'Italia, continuata sino alla sua morte, Torino, Unione Tip. Editrice, 1878, 139 p, tav. [3 ed. Torino, 1888, 76 p., ill.]
- [trad. di Vittorio Bersezio] Victorien Sardou, La farfallite. Commedia in tre atti in prosa, Milano, Libreria Editrice, 1878, 64 p.

1879
- [trad. di Vittorio Bersezio] Victorien Sardou, I borghesi di Pontarcy. Commedia in cinque atti, Milano, Libreria Editrice, 1879, 132 p.
- [trad. di Vittorio Bersezio] Victorien Sardou, Ferreol. Commedia in quattro atti, Milano, Libreria Editrice, 1879

1880
- Vittorio Bersezio, Il debito paterno, Milano, Treves, 1880, 280 p. [2. ed. nel 1881 e 1882; nel 1883 con annesso Federica racconto di Amedeo Achard, 320 p.
- Vittorio Bersezio, Il debito paterno, con annessi Tre racconti: Il cane del cieco, Un genio sconosciuto, Galatea, Milano-Firenze, Treves-Barbera, 1880, 598 p.]
- [trad. di Vittorio Bersezio] Victorien Sardou, Daniele Rochat. Commedia in cinque atti, Torino, Roux e Favale, 1880, 111 p.

1881
- Vittorio Bersezio, Aristocrazia. La vendetta di Zoe, Milano, Treves, 1881, 579 p. 2 v. [2ª ed. Treves, 1895, 2 v.]
- Vittorio Bersezio, Aristocrazia. Il segreto di Matteo Arpione, Milano, Treves, 1881, 399 p.  [altra ed. 1895, 288 p.]
- Vittorio Bersezio, Les anges de la terre, trad. par Leon Dieu, Paris, Hachette et C.ie, 1881, 343 p.
- [trad. di Vittorio Bersezio] Victorien Sardou, Facciamo divorzio. Commedia in tre atti, Torino, Tip. A. Baglione, 1881, 84 p.

1882
- [trad. di Vittorio Bersezio] Edouard Pailleron, Il mondo della noia. Commedia in tre atti, Milano, Libreria editrice, 1882, 96 p.
- [trad. di Vittorio Bersezio] Emile Zola, Nana. Dramma in cinque atti e un epilogo, Milano, Libreria Editrice, 1882, 120 p.
- [trad. di Vittorio Bersezio] Edmond Gondinet, Un viaggio di piacere. Commedia in tre atti, Milano, Libreria Editrice, 1882, 94 p.

1884
- Vittorio Bersezio, Domenico Santorno. Episodio della rivoluzione di Milano (1848), Milano, Sonzogno, 1884, 190 p. [2 ed. 1888]
- Vittorio Bersezio e altri, Torino e l'esposizione del 1884, Torino, Roux e Favale, 1884
- [trad. di Vittorio Bersezio] Alexandrie Dumas fils, Il signor ministro. Commedia in cinque atti, Milano, Libreria Editrice, 1884, 95 p.

1885
- Vittorio Bersezio, Dea della vendetta. Romanzo, Roma, E. Perino, 1885, 224 p.
- [trad. di Vittorio Bersezio] Victorien Sardou, Odetta. Commedia in quattro atti, Milano, Libreria Editrice, 1885, 106 p.

1887
- Vittorio Bersezio, Il cane del cieco. Racconto, Firenze, G. Barbera, 1887, 68 p.
- Vittorio Bersezio, L'ultimo dei Caldiero. Il primo amore di Rosa. Scene della vita sociale contemporanea, Roma, Perino, 1887, 203 p.
- [trad. di Vittorio Bersezio] André Theuriet, Elena. Romanzo, Milano, Treves, 1887, 307 p.

1889
- Vittorio Bersezio, Fiammella spenta, Torino, Roux e C., 1889, 222 p.
- Vittorio Bersezio, I miracoli della beneficenza. Lettura fatta all'Istituto pei rachitici in Torino il 18 giugno 1889 nella ricorrenza del secondo anniversario della sua fondazione, Torino, Tip. Eredi Botta, 1889, 25 p.
- Vittorio Bersezio, Viperina. Romanzo, Verona, G. Annichini, 1889, 222 p.
- [trad. di Vittorio Bersezio] Georges Ohnet, Teatro, Milano, Treves, 1889

1890
- Vittorio Bersezio, Giuseppe Borio, Mondovì, Tip. F.lli Blengini, 1890, 31 p.
- Vittorio Bersezio, Il bacio della morta ed altri racconti, Roma, Perino, 1890, 64 p.
- Vittorio Bersezio, L'onore paterno. Romanzo, Verona, G. Annichini, 1890,  253 p. [rist. nel 1891]

1891
- Vittorio Bersezio, L'onore paterno. Romanzo, Verona, G. Annichini, 1891,  253 p.
- [trad. di Vittorio Bersezio] Alphonse Daudet, Il nabab. Commedia in cinque atti, Milano, Treves, 1891, 127 p.
- [trad. di Vittorio Bersezio] Hippolyte Raymond e Maxime Boucheron, Cocard e Bicoquet. Scherzo comico in tre atti, Milano, Treves, 1891, 89 p.
- [trad. di Vittorio Bersezio] Victorien Sardou, Giorgina. Commedia in quattro atti, Milano, Treves, 1891, 119 p.

1892
- Vittorio Bersezio, Potessi farlo rivivere!, Roma, E. Perino, 1892, 128 p.
- [trad. di Vittorio Bersezio] Victorien Sardou, Andreina. Commedia in quattro atti e sei quadri, Milano, Treves, 1892
- [trad. di Vittorio Bersezio] Victorien Sardou, Fedora. Dramma in quattro atti, Milano, Treves, 1892, 131 p.
- [trad. di Vittorio Bersezio] Georges Ohnet, La contessa Sara. Dramma in cinque atti, Milano, Treves, 1892, 107 p.
- [trad. di Vittorio Bersezio] Georges Ohnet, La Gran marniera. Dramma in cinque atti, Milano, Treves,  1892, 94 p.
- [trad. di Vittorio Bersezio] Emile Zola, Renata. Dramma in cinque atti, Milano, Treves, 1892, 81 p.

1895
- Vittorio Bersezio, prefazione a Primi albori. Componimenti di allieve della Scuola superiore femminile “Margherita di Savoia”, Torino, Torino, F. Casanova, 1895,  225 p.

1896
- Vittorio Bersezio, La testa della vipera. Romanzo, Milano, Soc. Ed. Sonzogno, 1896, 184 p.
- Vittorio Bersezio, Desiderato Chiaves. Solenne commemorazione letta la sera di lunedì 15 giugno, Torino, Tip. G. Candeletti, 1896, 25 p.
- Vittorio Bersezio, prefazione a Discorsi commemorativi di glorie italiane. Desiderato Chiaves, Torino, Roux Frassati e C., 1896

1897
- Vittorio Bersezio, La parola della morta, Roma, Enrico Voghera, 1897, 163 p. [incisioni “perlopiù belle donne, una ignuda” di E. Ballarini disegnate da A. Terzi]
- [trad. di Vittorio Bersezio] Edouard Pailleron, Il mondo della noia. Commedia in tre atti, Milano, Treves, 1897

1898
- Vittorio Bersezio, L'Esposizione nazionale a Torino, Roma, Tip. Della Tribuna, 14 p.
- Vittorio Bersezio, introduzione a In memoria di G. B. Bottero nel giorno anniversario della sua morte: 16 novembre 1898, Torino, Tip. della Gazzetta del popolo, 1898,  VII-434 p.
- Vittorio Bersezio, Racconti popolari, Catania, Niccolò Giannotta ed., 1898, VIII-196 p. [2ª ed.]

1899
- Vittorio Bersezio, Commemorazione di Felice Govean fatta da V. B. il 10 ottobre e cenni sopra la costituzione del Comitato per il monumento, Torino, Tip. Succ. Baglione, 1899, 54 p.
- Vittorio Bersezio, Commemorazione del Maggiore Pietro Toselli, fatta in Peveragno in occasione dello scoprimento del monumento il 15 luglio 1899, Cuneo, Tip. Aime e C., 1899, 27 p.
- [trad. di Vittorio Bersezio] Georges Ohnet, Il padrone delle ferriere. Dramma in quattro atti, traduzione di Vittorio Bersezio, Milano, Treves, 1899, 87 p.
- [trad. di Vittorio Bersezio] Victorien Sardou, I borghesi di Pontarcy, Commedia in cinque atti, Milano, Treves, 1899
- [trad. di Vittorio Bersezio] Emile Erckmann, I Rantzau. Commedia in quattro atti, Milano, Treves, 1899, 76 p.

1900
- Vittorio Bersezio, Le miserie d' Monssù Travet. Comedia an 5at, Torino, Tipografia della Gazzetta del Popolo, 1900 - 100 p.

1931
- Vittorio Bersezio, I miei tempi, pref. di Remo Formica, Torino, A. Formica ed., 1931, 318 p.

2001
- Vittorio Bersezio, Le novelle di Travet. Antologia di racconti, a cura di Vincenzo Jacomuzzi, Torino, Centro Studi Piemontesi, 2001.